# Права, за якими судиться малоросійський народ
«Права́, за яки́ми су́диться малоросі́йський наро́д» («Права, по которымъ судится малороссійскій народъ», повна назва в оригіналі: «Права, по которым судится малороссийский народ, Высочайшим всепресветлейшия, державнейшия Великия Государыни Императрицы Елисавет Петровны, Самодержицы Всероссийския, Ее императорского священнейшего Величества повелением, из трех книг, а именно: Статута литовского, Зерцала Саксонского и приложенных при том двух прав, такожде из книги Порядка, по переводе из полского и латинского языков на российский диалект в едину книгу сведенные, в граде Глухове, лета от рождества Христова 1743 года») — проєкт зводу законів Гетьманщини XVIII століття, що не отримав офіційного схвалення від російських монархів, але фактично застосовувався на Лівобережній Україні.

## Мета
Збірку складено з метою кодифікації правових норм різного походження, що діяли на Лівобережній Україні після її приєднання до Росії і нерідко суперечили одна одній.
Кодифікація законодавства мало наблизити ці норми до російських правових норм. За царським указом від 28 серпня (9 вересня) 1728 р. було утворено спеціальну кодифікаційну комісію з місцеперебуванням у Глухові. Її очолювали генеральний суддя Іван Владиславович Бороздна (? — 1740). А з 1740 року — генеральний обозний Яків Юхимович Лизогуб (1675—1749).
Комісія, що працювала над «Правами», спочатку налічувала 12, а пізніше — 18 чоловік. Її склад протягом багаторічної праці не раз змінювався. У 1734—1735 роках члени комісії працювали у Москві, у 1736—1738 роках — у Глухові. До комісії входили українські правознавці — представники української шляхти, верхівки козацької старшини, вищого духівництва, що працювали над «Правами» до 1766 р. Серед них — Василь Стефанович, генеральний осавул Валькевич Петро Васильович (бл. 1687—1758), Яків Величківський та інші.

## Презентація роботи
В результаті 15-річної роботи правників представлення відбулось 8 (19) липня 1743 р. в м. Глухові (тепер Сумська обл.). Члени кодифікаційної комісії на пленумі, скликаному Генеральною військовою канцелярією, підписали проєкт Кодексу під назвою «Права, за якими судиться малоросійський народ».

## Структура збірки
«Права, за якими судиться малоросійський народ» 1743 р. мали чітку структуру і складалися з 30 глав, які поділялися на 532 артикули і 1607 пунктів. Кодекс містив норми адміністративного, цивільного, торгового, кримінального і процесуального права. За високою юридичною технікою «Права…» є однією з найцінніших пам'яток української правової культури XVIII ст. Хоч Кодекс і не набув офіційної чинності, п'ятнадцятирічна праця українських правників мала позитивний вплив на подальший розвиток українського правознавства. Повнотою та чіткістю викладу норм закону й абстрактних правових дефініцій, досконалою юридичною термінологією Кодекс був досконаліший від існуючих тоді правних книг. По ньому вивчали українське право і використовували його як авторитетний юридичний підручник — коментар до Статуту Великого князівства Литовського і магдебурзького права цілі покоління українських правників.
Джерелами «Прав» були Литовські Статути, «Хелминське право», «Саксонське зерцало», а також українське звичаєве право й судова практика, російське законодавство. Кодифікатори додали й ряд нових норм. Проєкт цієї збірки у 1744 р. було подано до сенату, звідти через 12 років його повернули комісії для перегляду.
Роботу над проєктом не було завершено у зв'язку з тим, що в другій половині XVIII століття, після скасування залишків автономії України, на неї було поширено загальноросійське законодавство.
Складений проєкт Кодексу не отримав офіційного затвердження в Сенаті. Основною причиною не затвердження «Прав» було те, що вони відображали деяку відмінність українського законодавства і суперечили політиці російського уряду.
«Права» вперше опубліковано 1879 під редакцією Олександра Федоровича Кістяківського за копією, оригінал виявив литовський радянський історик В. Рауделюнас.